# Assassinat a Luberon
Assassinat a Luberon (títol original en francès, Crime dans le Luberon) és un telefilm francobelga dirigit per Éric Duret el 2018. Es va emetre a França a France 3 i a Bèlgica a La Une. S'ha doblat i subtitulat al català.
La pel·lícula de televisió és una coproducció de Paradis Films, Be-Films i RTBF.

## Sinopsi
A Luberon, durant una cacera, en Pascal Achard, un caçador de 40 anys, és assassinat. La fiscal adjunta Elisabeth Richard afrontar per primera vegada una investigació amb el capità de gendarmeria Charles Jouanic, acompanyat de la seva suboficial en cap adjunt Caroline Martinez. Aprofundint en la seva vida privada, els investigadors descobreixen el perfil fosc d'un seductor i manipulador mentre la seva investigació descobreix vells secrets familiars.